# The Belles of St. Trinian's
The Belles of St. Trinian's è un film del 1954 diretto da Frank Launder.